# 刘希林
刘希林（1937年—），男，吉林榆树人，中华人民共和国政治人物，曾任吉林省人民政府副省长，吉林省政协副主席，第八届全国人大代表。